# Hohenzorn
Hohenzorn ist ein Gemeindeteil der Stadt Schwarzenbach am Wald im Landkreis Hof (Oberfranken, Bayern). Hohenzorn liegt in der Gemarkung Rodeck.

## Geografie
Der Weiler liegt mit Rodeck auf einem Höhenzug des Frankenwaldes in einer Rodungsinsel. Im Norden fällt das Gelände zum Aschengraben ab, einem linken Zufluss des Eisenbachs, im Süden zum Ortsgraben, einem rechten Zufluss der Wilden Rodach. Ein Anliegerweg führt 450 Meter südöstlich nach Rodach.

## Geschichte
Das Grundwort des Ortsnamens ist wahrscheinlich ahd. zorn ‚Rasen, Rodeland‘.
Gegen Ende des 18. Jahrhunderts bestand Hohenzorn aus zwei Anwesen (1 Hof, 1 Söldengut). Die Hochgerichtsbarkeit  hatte das bambergische Centamt Enchenreuth. Das bambergische Kastenamt Stadtsteinach war Grundherr beider Anwesen.
Von 1802 bis 1810 unterstand Hohenzorn dem Justiz- und Kammeramt Naila. Infolge des Ersten Gemeindeedikts wurde Hohenzorn dem 1812 gebildeten Steuerdistrikt Döbra und der zugleich entstandenen Ruralgemeinde Döbra zugewiesen. Im Zuge der Gebietsreform in Bayern wurde Hohenzorn am 1. Mai 1978  nach Schwarzenbach eingegliedert.

### Ehemaliges Baudenkmal
- Haus Nr. 2: Zweigeschossiges, verputzt massives Wohnstallhaus, wohl des späten 18. Jahrhundert, mit Halbwalmdach; Giebeltrapez verschiefertes Ständerwerk.[10]

### Einwohnerentwicklung
| Jahr      | 001819 | 001861 | 001871 | 001885 | 001900 | 001925 | 001950 | 001961 | 001970 | 001987 |
| Einwohner | 17     | 35     | 31     | 29     | 21     | 19     | 26     | 13     | 12     | 10     |
| Häuser    |        |        |        | 3      | 3      | 3      | 3      | 3      |        | 5      |
| Quelle    | [ 8 ]  | [ 12 ] | [ 13 ] | [ 14 ] | [ 15 ] | [ 16 ] | [ 17 ] | [ 18 ] | [ 19 ] | [ 1 ]  |

## Religion
Hohenzorn ist evangelisch-lutherisch geprägt und gehört zur Kirchengemeinde St. Bartholomäus (Döbra), die im 19. Jahrhundert zur Pfarrei erhoben wurde.